# Beaulieu-sur-Oudon
Beaulieu-sur-Oudon là một xã thuộc tỉnh Mayenne trong vùng Pays de la Loire tây bắc nước Pháp. Xã này nằm ở khu vực có độ cao trung bình 100 mét trên mực nước biển.
Sông Oudon chảy qua xã và tạo thành một phần ranh giới phía tây nam.